# Коринт (округ Саутгемптон, Вірджинія)
Коринт — це невключена спільнота в окрузі Саутгемптон, Вірджинія, США. Коринт розташований 16.82 км на північний схід від Кортленда.